# نيلسون بيسيرا
نيلسون بيسيرا (بالإسبانية: Nelson Becerra)‏ (20 يوليو 1987 بليما في بيرو - ) هو لاعب كرة قدم بيروفي في مركز الوسط. لعب مع Icon FC ‏ وWigry Suwałki ‏ وCentral Jersey Spartans ‏ وJersey Express S.C. ‏ ونادي بان وLong Island Rough Riders ‏.

## وصلات خارجية
- نيلسون بيسيرا على موقع قاعدة بيانات كرة القدم.إي يو (الإنجليزية)